# Società Polisportiva Tre Penne 2011-2012

## Rosa
Fonte:
| N. |                       | Ruolo | Calciatore             |
| -- | --------------------- | ----- | ---------------------- |
|    | San Marino (bandiera) | P     | Stefano Braga          |
|    | San Marino (bandiera) | P     | Fabio Macaluso         |
|    | Italia (bandiera)     | P     | Alfredo Chierighini    |
|    | Italia (bandiera)     | D     | Sandro Macerata        |
|    | San Marino (bandiera) | D     | Mattia Fretta          |
|    | San Marino (bandiera) | D     | Matteo Zavoli          |
|    | San Marino (bandiera) | D     | Elya Bonifazi          |
|    | Russia (bandiera)     | D     | Vladimir Michajlovskij |
|    | San Marino (bandiera) | D     | Lorenzo Canini         |
|    | San Marino (bandiera) | D     | Manuel Francesconi     |
|    | San Marino (bandiera) | D     | Luca Nanni             |
|    | Italia (bandiera)     | D     | Pasquale D'Orsi        |
|    | Italia (bandiera)     | C     | Marco Protti           |

| N. |                       | Ruolo | Calciatore        |
| -- | --------------------- | ----- | ----------------- |
|    | San Marino (bandiera) | C     | Gabriele Cardini  |
|    | San Marino (bandiera) | C     | Enrico Cibelli    |
|    | San Marino (bandiera) | C     | Giovanni Bonini   |
|    | San Marino (bandiera) | C     | Nicola Chiaruzzi  |
|    | San Marino (bandiera) | C     | Alex Gasperoni    |
|    | San Marino (bandiera) | C     | Matteo Rossi      |
|    | San Marino (bandiera) | C     | Sam Fantini       |
|    | San Marino (bandiera) | C     | Federico Nanni    |
|    | San Marino (bandiera) | A     | Matteo Valli      |
|    | Italia (bandiera)     | A     | Maurizio Di Giuli |
|    | Italia (bandiera)     | A     | Daniele Pignieri  |
|    | San Marino (bandiera) | A     | Cristiano Luconi  |

## Risultati

### Primo turno
Si affrontano le seconde e le terze classificate dei due gironi.
| Arbitro: | Gabriele Ricucci |

|             |           |                                                      |
| Pagnoni 22’ | Marcatori | 10’ (rig.) Di Giuli 60’ Cardini 62’ Luconi 77’ Valli |

### Secondo turno
Si affrontano le vincenti del primo turno; la vincente passa al 4º turno e la perdente al 3º turno.
| Arbitro: | Fabrizio Perotto |

|                          |           |               |
| Pignieri 23’ Luconi 120’ | Marcatori | 36’ Valentini |

### Quarto turno
Si affrontano le uniche squadre rimaste imbattute durante i play-off; chi vince passa in finale, chi perde in semifinale.
| Arbitro: | Daniele D'Adamo |

|            |                      |             |
| Rocchi 65’ | Marcatori            | 29’ Cibelli |
|            | Tiri di rigore 3 – 2 |             |

### Semifinale
| Arbitro: | Marco Avoni |

|                  |           |            |
| Cibelli 45’, 73’ | Marcatori | 30’ Baizan |

### Finale
| Arbitro: | Johnny Casanova |

|  |           |           |
|  | Marcatori | 79' Valli |

### Coppa Titano

#### Quarti di finale
| Arbitro: | Gabriele Rossi |

|                  |                  |                       |
| Cibelli 15’, 16’ | Marcatori        | 6’ Bari 65’ Baldinini |
| 6                | Tiri di rigore – | 7                     |